# My Deer Friend Nokotan
My Deer Friend Nokotan (japanska: しかのこのこのここしたんたん, Shikanoko Nokonoko Koshitantan) är en japansk mangaserie skriven och illustrerad av Oshioshio. Den började publiceras i Kodanshas shōnen-mangatidning Shōnen Magazine Edge i november 2019. Efter att tidningen upphörde i oktober 2023 började den publiceras på Kodanshas mangawebbplats Magazine Pocket i december samma år. En anime-serie producerad av Wit Studio sändes från juli till september 2024.

## Premiss
Torako Koshi, en andraårselev på Hino Minami High School, upprätthåller en perfekt studentimage för att dölja sitt förflutna som en ungdomsbrottsling i ett våldsamt gäng. Hennes liv blir kaotiskt när hon träffar Noko Shikanoko, en ny elev som egentligen är en hjort i mänsklig form. Motvilligt blir Torako Nokos guide till det mänskliga livet och blir ordförande för den nybildade Hjortklubben. Torako, som fått smeknamnet ”Koshi-tan” av Noko, kämpar för att balansera sin fasad som mönsterelev med klubbens bisarra och psykotiska aktiviteter. Denna osannolika vänskap utmanar Torakos noggrant uppbyggda identitet och underminerar hennes förnuft, vilket ofta leder till komiska situationer när hon navigerar genom skollivet med en hjortflicka i släptåg.

## Karaktärer

### Hjortklubben
Noko Shikanoko (鹿乃子 のこ, Shikanoko Noko) / Nokotan (のこたん)
Mangans titulära karaktär. Hon är en hybrid mellan en hjort och en flicka. Hon börjar på Koshi Torakos skola och är grundare till dess hjortklubb. Hon har ovanliga förmågor, till exempel att kunna ta av sig sina horn och använda dem på olika sätt. Några av dessa förmågor är att använda hornen som lunchlådor, få hornen explodera och mera. Hon verkar också ha förmågan att påverka andra omkring sig (förutom Torako), eftersom de inte verkar störas av hennes galna upptåg. I det sista avsnittet av anime-serien avslöjas det att hon kommer från en organisation som heter Deer Hole.
Torako Koshi (虎視 虎子, Koshi Torako) / Koshitan (こしたん)
Berättelsens huvudperson. Torako är ordförande i elevrådet på sin gymnasieskola och en före detta ungdomsbrottsling. Hon försöker framstå som en värdig, idealisk hedersstudent. Senare blir hon ordförande i skolans Hjortklubb, som startats av Nokotan, där hon och hennes vänner träffas efter skolan. Nokotans upptåg är oftast ett stort irritationsmoment för Torako, som vid flera punkter driver henne till vansinne.
Anko Koshi (虎視 餡子, Koshi Anko) / Koshian (こしあん)
Torakos psykopatiska yngre syster som är besatt av henne. Torako är ofta livrädd för Anko, men tvingar sig själv att låtsas som om Ankos beteende inte påverkar henne. Anko hör till karaktärsarketypen yandere (karaktärer som är till ytan kärleksfulla och hängiven mot någon, men på ett psykopatiskt och destruktivt sätt)
Meme Bashame (馬車芽 めめ, Bashame Meme) / Bashame (ばしゃめ)
Ett nybörjarstudent som hävdar att hon vill bli en hedershjort efter att ha fått rådjurskakor av Nokotan före skolans invigningsceremoni. Bashame är besatt av ris och ses alltid äta ris eller plantera risfält. Hon har illeism och pratar alltid i tredje person genom att konstant referera till sig själv som ”Bashame”.

### Elevrådet
Neko Nekoyamada (猫山田 根子, Nekoyamada Neko) / Nekochan (ねこちゃん)
Vice ordförande i skolans elevråd. Hon ser Torako som sin ärkerival och försöker avskaffa Hjortklubben och avsätta Torako från elevrådet, men lyckas aldrig. Hon är mycket kort, har hetsigt temperament och bär ofta med sig en trappstege.
Kinu Tanukikōji (狸小路 絹, Tanukikōji Kinu) / Tanuki (たぬき)
Elevrådets sekreterare, som har en tendens att överanalysera och överreagera på saker som berör henne. Hon är väldigt känslig och brukar i många fall gråta hysteriskt hela tiden.
Chiharu Tsubameya (燕谷 千春, Tsubameya Chiharu) / Tsubame (つばめ)
Ekonomiansvarige i elevrådet som verkar tyst och reserverad, men är i hemlighet ett stort fan av Nokotan. Hon är i stort sett besatt av allt som har med hjortar och Nokotan att göra.

## Media

### Manga
Mangan, skriven och illustrerad av Oshioshio, började publiceras i Kodanshas shōnen-mangatidning Shōnen Magazine Edge den 15 november 2019.  Efter att det sista numret av Shōnen Magazine Edge publicerades den 17 oktober 2023 överfördes serien till webbplatsen Magazine Pocket den 20 december samma år.  Seriens kapitel har samlats i över sju tankōbon-volymer. Serien är licensierad på engelska av Seven Seas Entertainment.

### Anime
En anime-serie baserad på mangan tillkännagavs i mars 2024. Den produceras av Wit Studio och regisserades av Masahiko Ohta. Serien sändes mellan den 7 juli och 22 september 2024 på Tokyo MX. Inledningssången är ”Shikairo Days” (シカ色デイズ; ”Hjortfärgade dagar”) framförd av huvudkaraktärernas röstskådespelare, medan slutstycket är ”Shika-senbei no Uta” (シカせんべいのうた; ”Hjortkaksången”) framförd av Nokotan och Torakos röstskådespelare. Remow licensierade serien och meddelade att den skulle streamas världen över på Amazon Prime Video, Anime Onegai, ADN, Crunchyroll och Tubi.

## Mottagande

### Utmärkelser (anime)
| År   | Utmärkelse                   | Kategori                      | Mottagare                                                                          | Resultat   |  |
| ---- | ---------------------------- | ----------------------------- | ---------------------------------------------------------------------------------- | ---------- |  |
| 2024 | TikTok Trend Awards          | Hot Word                      | Shikanoko Nokonoko Koshitantan                                                     | Vann       |  |
| 2024 | TikTok Awards Japan          | Anime of the Year             | My Deer Friend Nokotan                                                             | Nominerad  |  |
| 2024 | Anime Buzzword Awards        | Silver Prize                  | Shikanoko Nokonoko Koshitantan                                                     | Vann       |  |
| 2024 | Abema Anime Trend Awards     | Anime Marketing Award         | My Deer Friend Nokotan                                                             | Vann       |  |
| 2025 | Reiwa Anisong Awards         | Character Song Award          | "Shikairo Days" by Deer Club (Megumi Han, Saki Fujita, Rui Tanabe, och Fūka Izumi) | Nominerad  |  |
| 2025 | Reiwa Anisong Awards         | Anikara Award                 | "Shikairo Days" by Deer Club (Megumi Han, Saki Fujita, Rui Tanabe, och Fūka Izumi) | Nominerad  |  |
| 2025 | Reiwa Anisong Awards         | Project Award                 | "Shikairo Days" by Deer Club (Megumi Han, Saki Fujita, Rui Tanabe, och Fūka Izumi) | Vann       |  |
| 2025 | 9th Crunchyroll Anime Awards | Best Comedy                   | My Deer Friend Nokotan                                                             | Nominerad  |  |
| 2025 | 9th Crunchyroll Anime Awards | Best Slice of Life            | My Deer Friend Nokotan                                                             | Nominerad  |  |
| 2025 | Japan Expo Awards            | Daruma for Best Slice of Life | My Deer Friend Nokotan                                                             | Ej avgjort |  |